# Maison de l'Archevêché de Saint-Julien-du-Sault
La maison de l’Archevêché de Saint-Julien-du-Sault est une maison située rue du puits de la caille, à Saint-Julien-du-Sault, en France. 
Dénommée dans la base mérimée "Maison des Fontenottes, dite Maison de bois" elle est parfois certainement improprement appelée par les saltusien  "maison de l’Archevêché".
Le château a été le premier bâtiment occupé par l'archevêque de Sens et ensuite la maison dite du Chapitre. 
L'archevêque Tristan de Salazar qui passait par Saint-Julien avec de nombreuses personnes avait fait construire plusieurs maisons dites "pavillons" dont celle-ci. 

## Présentation

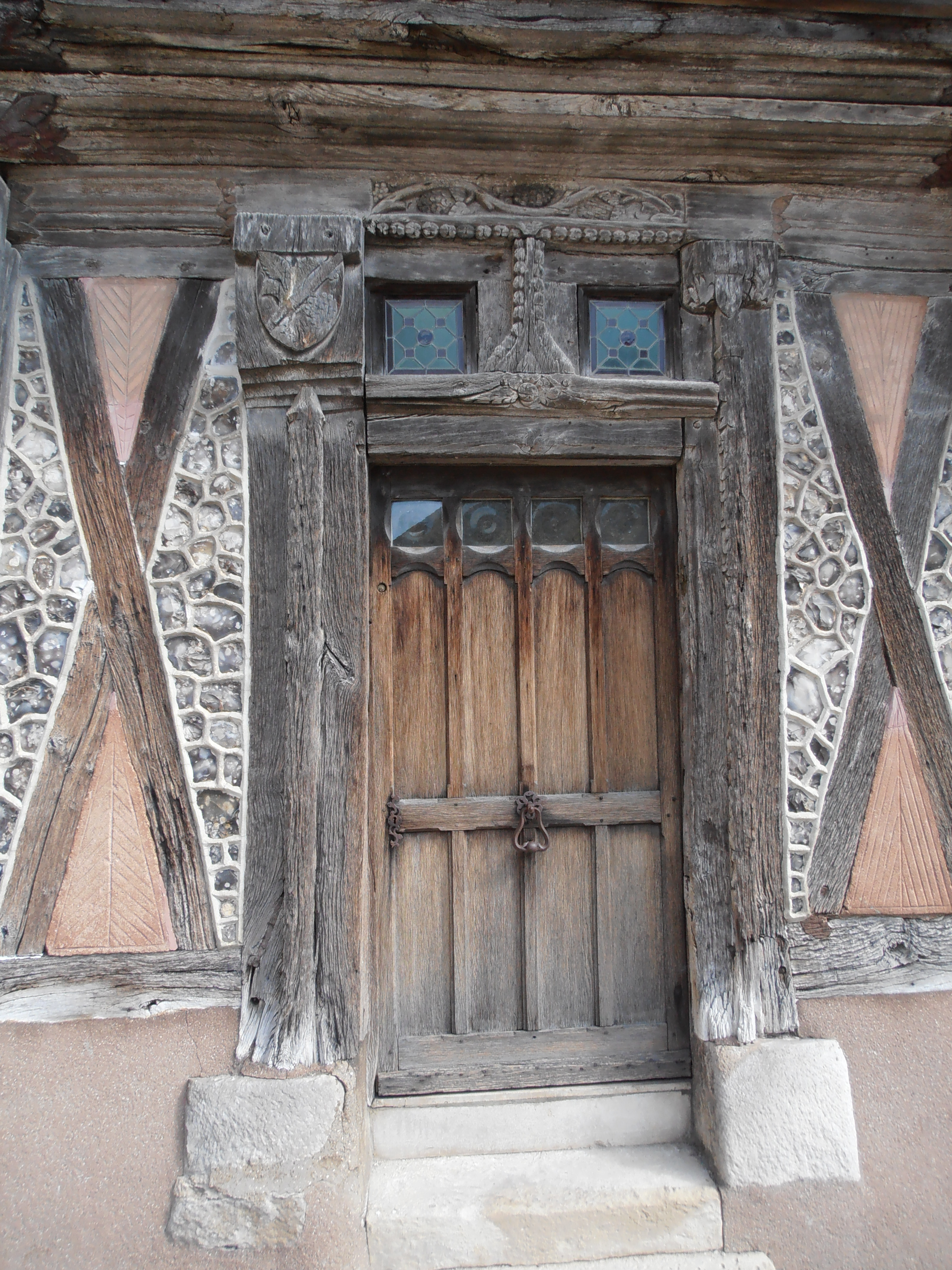
Porte aux armes royales.

La maison est située dans le département français de l'Yonne, sur la commune de Saint-Julien-du-Sault. L'édifice est inscrit au titre des monuments historiques en 1929 sous la dénomination de maison des Fontenottes. Elle date du XVIe siècle, du temps de l'archevêque Tristan de Salazar (1475-1519), et se situe en bas de la rue du puits de la caille. La façade est ornée de nombreux motifs sculptés.
Au rez-de-chaussée, on peut voir : écus armoiries, figures héraldiques, rinceau de vigne, chapelets de perle, têtes de loup et bouquets de feuilles.
Sur le toit pentu, on remarque deux lucarnes à fronton trilobé et au faîtage incurvé. Les armoiries royales présentent deux blasons à trois fleurs de lys sur les chapiteaux des poteaux du rez-de-chaussée.